# Jay Leno
James Douglas Muir Leno (/ˈlɛnoʊ/; n. 28 aprilie 1950) este un comedian american, actor, scriitor, producător și gazdă de televiziune. După ce a făcut stand-up comedy de ani de zile, a devenit gazda emisiunii The Tonight Show with Jay Leno de la NBC, cu Jay Leno, din 1992 până în 2009. Începând din septembrie 2009, Leno a început un show de discuții primordial, intitulat The Jay Leno Show, care a difuzat în fiecare noapte pe săptămână la 10:00:00 ET, tot pe NBC.
După ce The Jay Leno Show a fost anulat în ianuarie 2010, pe fondul unei controverse despre gazdă, Leno a revenit să găzduiască The Tonight Show with Jay Leno la 1 martie 2010. El a găzduit ultimul său episod din emisiunea The Tonight Show pe 6 februarie 2014. În acel an, a fost introdus în Television Hall of Fame. Din 2014, Leno a găzduit Jay Leno's Garage.

## Legături externe
- Tonight Show with Jay Leno
- Jay Leno la Internet Movie Database
- Jay Leno pe Twitter